# 跳腰

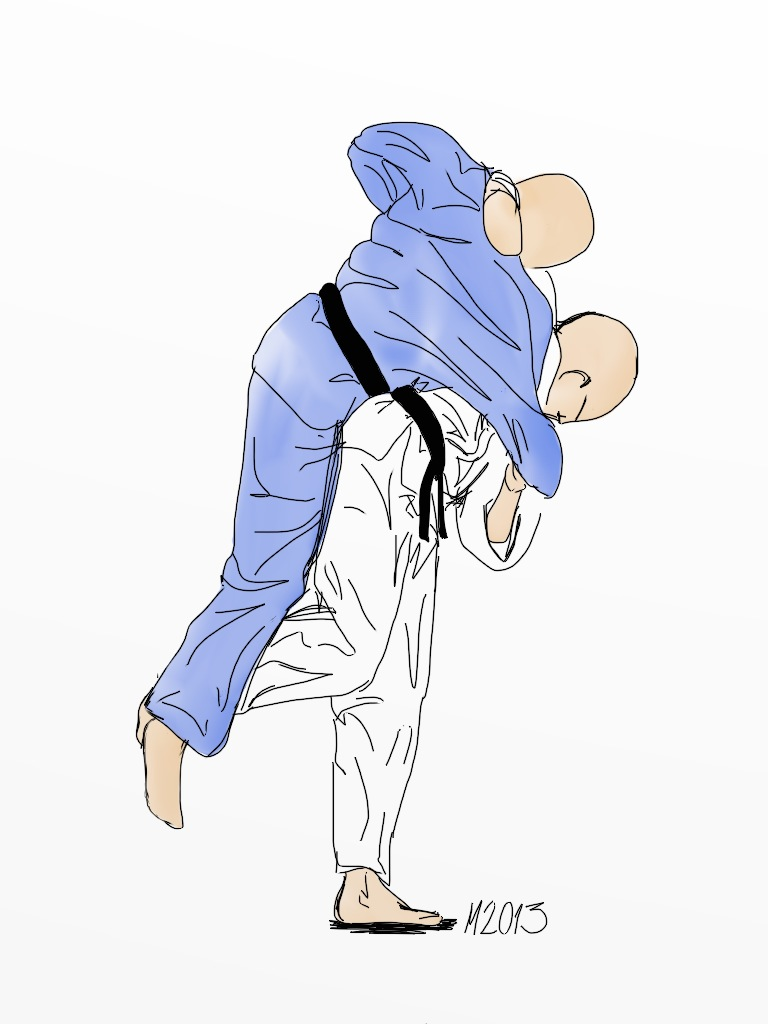
跳腰のイラスト

跳腰（はねごし）は、柔道の投技の腰技10本の一つ。講道館や国際柔道連盟 (IJF) での正式名。IJF略号HNG。

## 概要
相手を右または左後ろ腰に乗せ、膝を「く」の字に曲げ、曲げた脚で曲げた脚と同じ方の相手の脚を跳ね飛ばして投げる技。
講道館初の十段を与えられた山下義韶の発明とも伝えられるが、実際には柔術時代からあった帯取り腰（おびとりごし）という技が原型とされる。
短袖・短袴時代に相手の前帯を順もしくは逆にとって掛けていたものが、のちの柔道着のように袖が長くなってからは袖と襟を取って投げる形へと変形し、山下が跳腰と呼ぶようになったと考えられている。
多くの教科書では、「内股の様な腰技」と書かれている事が多いが、実際は逆に、この技が内股の原型となった歴史がある。（詳しくは、内股の項に参照。）
相手をバンザイさせるように強く手前上方に引いて、前隅に崩しながら、前回りさばきで腰を入れる。膝を「く」の字に軽く曲げ、体側部全体に相手を乗せるようにして持ち上げ、手前に大きく投げ落とす。
脚の側面でなく膝裏から脹脛を用い横から払って投げると払腰、相手の逆足に掛けると内股になる。
これらの技に比べ跳腰は「綺麗な」形でありのちに実戦で見られる事は少なくなったが、かつて明治の後半から昭和の戦前にかけては一世を風靡した流行技でもあった。全日本選士権大会の専門の部を制した尾形源治や楠力、山本正信、田中末吉等はこの技に長じていた。
跳腰への特有の返し技としては跳腰返がある。跳腰をやり返した場合は、「跳腰」が記録される。

### 大外跳腰
大外跳腰（おおそとはねごし）は右組の場合、相手を相手の右後隅に倒す大外刈で投げたような形になる跳腰。のちに講道館指導員を務めた高田勝善が得意とし、彼が称した。